# Vulgrino I de Angolema
Vulgrino I de Angolema ou Wulgrin I or Vulgrin I (c. 830 - 3 de maio de 886) foi conde de Angolema, de Périgord e, possivelmente, de Saintonge de 866 até sua morte. 

## Biografia
Era filho Vulfardo de Flavigny, conde de Flavigny e Susana de Paris, filha do conde Begão de Paris; seu irmão Hilduino, o Jovem foi abade de Saint-Denis (814-840).
Apesar de um estrangeiro no país, Vulgrino foi colocado, em 866, à frente dos condados de Angoumois e Périgord, por Carlos, o Calvo, que o fez na intenção de por termo às incursões viquingues ao longo do território. Ele ali permaneceu até a sua morte, em 886. Ele havia sido nomeado, de acordo com as crônicas de Ademar de Chabannes Chronique d'Adémar de Chabannes, para tratar distúrbios locais e conter os normandos. 
A parir de 868, ele reconstruiu as muralhas de Angouleme e, entre os anos 869 e 878, fez construir muitos castelos, conseguindo com isso algum sucessos na proteção contra os viquingues. Ele nomeou um visconde de nome Ranulfo para o castelo de Matas e um outro, de nome Giselberto,para Maurillac.
Os últimos atos, conhecidos, de Vulgrino foram: impôr um administrador (senhor) para a Frância Ocidental e transmitir suas possessões e títulos aos filhos: Aldoíno I de Angolema e Guilherme de Périgord.

## Relações familiares
Foi filho de Vulfardo de Flavigny, Conde de Flavigny e Suzana de Paris, filha de Begão de Paris (entre 755 e 760 - 28 de outubro de 816), conde de Paris.
Foi casado com Rosalinda de Septimânia, irmã de Guilherme de Septimânia e filha de Bernardo de Septimânia (c. 795 - 844) e sua esposa Dhuoda de Agen, herdeira de Agen. Deste casamento teve:
1. Aldoíno I de Angolema (? - 27 de março de 916) Conde do Angolema.
2. Guilherme I de Périgord (? - 920) Conde de Périgord e de Agen, casou com Regilindis.
3. Aminiona de Angolema casada com Garcia Sanchez da Gasconha (? - 930), "o Curvado" Duque da Gasconha em 893.
4. Senegunda de Angolema,[3] que foi casada com o visconde Raul de Marcillac, de origem Franca e que havia sido imposto no Castelo de Marcillac por Vulgrino. Esta ramificação estender-se-ia para além de 975.
5. Sancha (?), casou com Ademar de Angolema, Conde de Angolema.